# سيبالاي
سيبالاي (بالإنجليزية: Sipalay) هي مدينة في الفلبين، تتبع نيغروس أوتشيدنتال، بلغ عدد سكانها 70٬070  نسمة، في 15 أغسطس 2015، تبلغ مساحتها 379٫78 كيلومتر مربع، رمزها البريدي هو 6113.

## الموقع
تشترك في الحدود مع:
- Candoni [الإنجليزية]‏
- Cauayan, Negros Occidental [الإنجليزية]‏.